# Gertie Hampel-Faltis
Gertie Hampel-Faltis (geborene Faltis, * 5. Oktober 1897 in Wekelsdorf, Bezirk Braunau, Böhmen; † 21. Oktober 1944 ebenda) war eine Dichterin und Gutsbesitzerin.

## Leben
Gertie Faltis Eltern waren Fritz Faltis und Johanna, geborene Hooser, aus Trautenau. Sie war die Enkeltochter des Großindustriellen Johann Faltis, dem Begründer der österreichischen Flachsindustrie, und Cousine der Pianistin und Komponistin Evelyn Faltis. Faltis wuchs im barocken Schloss Wekelsdorf, dem Niederschloss in dem Ort, auf (Dolní Zámek in Teplice nad Metují) und war das jüngste von drei Kindern. Sie erhielt Privatunterricht und spielte Klavier. Daneben besuchte sie gerne Theater und Konzerte und unterhielt zahlreiche Kontakte mit Künstlern, z. B. dem Schriftsteller Josef Mühlberger. Ihr Bruder Fritz Faltis junior starb als junger Mann am Stochid im Ersten Weltkrieg.
Sie heiratete den sechs Jahre jüngeren Schneidermeistersohn Kurt Hampel aus Trautenau und bekam 1929 eine Tochter, Renate Hampel-Faltis. Nach dem Tod ihres Vaters übernahm sie die Arbeit im Gutshof und Schloss Wekelsdorf, das ihr anlässlich der Hochzeit 1927 vom Vater überschrieben worden war. 
Im Alter von 43 Jahren erkrankte sie an Krebs und starb im Oktober 1944 im Schloss. Zu diesem Zeitpunkt war ihr Ehemann als Soldat im Krieg und ihre Tochter Renate erst 15 Jahre alt. Sie wurde 1945 aufgrund der Beneš-Dekrete enteignet und 1946 vertrieben. 
Das Grab von Gertie Hampel-Faltis auf dem Friedhof Wekelsdorf wurde in den 1960er Jahren aufgelöst.

## Schriftstellerische Tätigkeit
Hampel-Faltis verfasste Gedichte, vereinzelt auch Erzählungen und Stimmungsbilder, die von 1929 – zunächst noch unter ihrem Mädchennamen – bis 1934 regelmäßig in der Zeitschrift Ostböhmische Heimat und gelegentlich in Witiko: Zeitschrift für Kunst und Dichtung erschienen. Auf diese Veröffentlichungen wurde mitunter positiv hingewiesen. Im Jahr 1931 veröffentlichte die Literarische Adalbert-Stifter-Gesellschaft in Eger einen Sammelband mit einer Gedichtauswahl aus den Jahren 1918 bis 1929 unter dem Titel Das große Rauschen, der von Josef Mühlberger in einer Voranzeige als „Das Buch einer unserer besten sudetendeutschen Dichterinnen“ bewertet wurde. Bis 1938 erschienen gelegentlich weitere Gedichte, zumeist aus dem Gedichtband nachgedruckt, in der Heimat, der Beilage zum Volksbote, gedruckt in Trautenau.

## Rezeption
Josef Mühlberger urteilt 1981: „Ihre Lyrik (»Das große Rauschen«, 1931) ist stark und tief im Erleben und einfach in der Form.“ 1983 berichtet er in seiner Erzählung Die Tafelrunde von dem beachtenswerten Eindruck, den das Werk unter einigen der Trautenauer Künstler hinterließ. Eine Würdigung in monographischer Form fand bisher nicht statt, da ihr Werk sehr selten ist. Jenny Schon schreibt in ihrem Aufsatz 2014 zu Faltis, dass „... von ihrem einzigen Werk einfach keine Spur mehr zu finden war.“ Sie urteilt: „Das ist gute Dichtung, klare, einprägende Bilder, mit großen Gefühlen, eingebettet in eine expressive Naturbeschreibung, aber noch konservativer Wortwahl.“ Sie zeige, „dass sie die Versformen beherrscht“, so verwende sie auch Terzinen und hebt z. B. Faltis Können in dem Gedicht Einweihung hervor.

## Trivia
In Otto Stoessls Novelle Gerti begleitet den Papa aus dem im Jahr 1911 bei G. Müller erschienenen Novellenband Allerleirauh wird die Urlaubsreise einer ungefähr 12-jährigen Fabrikantentochter mit dem Namen „Gerti Faltis“ geschildert.
Zu Ehren von Hampel-Faltis wurden Höhlen benannt, die als prähistorisch wichtig eingeschätzt wurden.
Noch nach Hampel-Faltis' Tod ordnete ein französisches Gericht mit Beschluss vom 11. Juni 1956 die Zwangsverwaltung ihres Vermögens an.

## Werke
- Gertie Hampel-Faltis: Das große Rauschen. (Sudetendeutsche Sammlung der Literarischen Adalbert-Stifter-Gesellschaft; Bd. 18). Literarische Adalbert-Stifter-Gesellschaft, Eger 1931. 47 S, kl.8